# Murmann József Árpád
Murmann József Árpád (Pozsony, 1889. március 5. – London, 1943. december 31.) szobrász, festőművész.

## Élete
Apja: Murmann Henrik asztalos. Anyja: Farkas Mathild.
1903-ban Bécsben bútor-faszobrászatot tanult. 1905-ben egy vasúti balesetnél elvesztette jobb kézfejét.
Felgyógyulása után elvégezte a középiskola négy osztályát és 1911-ben a bécsi képzőművészeti akadémiát.
1912-ben elnyerte a Gundel-Königswarter díjat, majd Párizsba ment.
1903-ban tagja lett a Société Nationale de Beaux Arts-nak. Közben hónapokat töltött Berlinben élettársával, Máté Gizellával.
1915-ben mint osztrák-magyar állampolgárt, későbbi feleségével együtt, internálták Rodez-be.
1915. július 24-én házasságot kötött Máté Gizellával. Két gyermekük született: Árpád (Rodez, 1915) és J. Géza (Budapest, 1916).
1915–1922 között Budapesten dolgozott.
1943-ban a Harrington Gardens 25. szám alatti lakásán (Kensington, London) hunyt el szívszélütésben.   A londoni Hanwell temetőben nyugszik a Section OB. No. 237. jelű sírban.

## Kiállítások
- 1918. május 1–15. Városligeti Fasor
- 1923 Berlin
- 1927 New York
- 1931 részvétel a bécsi kiállításon.

Két munkájával az Europaisches Plastiker Ausstellungon 1934-ben elnyerte a csehszlovákiai Ungarische Gesellschaft für Wissenschaft, Literatur und Kunst aranyérmét.
http://www.soga.sk/aukcie-obrazy-diela-umenie-starozitnosti/aukcie/34-jesenna-aukcia-vytvarnych-diel/jozef-arpad-murmann-pohlad-do-krajiny-1762